# Roberto II di Hesbaye
Roberto II di Hesbaye, noto anche come Rodberto o Crodoberto (770 – 12 luglio 807), è stato un nobile franco che fu conte di Hesbaye, di Wormsgau e di Rheingau intorno all'anno 800.
È il più antico antenato della linea maschile della famiglia reale francese dei Robertingi-Capetingi (compresi i rami cadetti dei Valois e dei Borbone) e altre famiglie reali che governarono in Portogallo, in Spagna e nel Regno delle Due Sicilie.

## Origini
Il padre di Roberto II di Hesbaye fu probabilmente Turimberto conte di Hesbaye, di Vormazia e Renovia, e quindi un nipote patrilineare di Roberto I di Hesbaye (circa 697-764). Un'altra ipotesi lo vede nipote di Turimberto, in quanto figlio del di lui figlio chiamato a sua volta Roberto.

## Discendenza
Egli si sposò dapprima con Teoderata (Tiedrada) (attestata nel 766/777 - † prima del 789) e successivamente con Isegarde.
Roberto di Aspinga è l'antenato accertato più antico della dinastia conosciuta come i Robertingi. Era padre di Roberto III e nonno di Roberto il Forte. Era infine bisnonno di due re franchi, Oddone e Roberto, entrambi i quali governarono il regno dei Franchi Occidentali.
Uno dei discendenti in linea maschile di Roberto II di Aspinga fu Ugo Capeto, il fondatore della dinastia reale francese che guidò la Francia ininterrottamente fino al 1848, a parte un breve interregno causato dalla Rivoluzione francese e dal Primo Impero francese. Una linea più recente detiene la Corona spagnola dal 1700; l'attuale re Filippo VI e la sua famiglia sono discendenti diretti.

## Ascendenza
|                       |   |   | Genitori |  |  | Nonni |  |  | Bisnonni               |  |  | Trisnonni     |  |
|                       |   |   |          |  |  |       |  |  | Lamberto II di Hesbaye |  |  | Crodoberto II |  |
|                       |   |   |          |  |  |       |  |  | Lamberto II di Hesbaye |  |  | Crodoberto II |  |
|                       |   | … |          |  |  |       |  |  | Lamberto II di Hesbaye |  |  |               |  |
| Roberto I di Hesbaye  |   |   |          |  |  |       |  |  | Lamberto II di Hesbaye |  |  |               |  |
|                       |   | … | …        |  |  |       |  |  |                        |  |  |               |  |
|                       |   | … | …        |  |  |       |  |  |                        |  |  |               |  |
|                       |   | … | …        |  |  |       |  |  |                        |  |  |               |  |
| Turimberto di Hesbaye |   | … |          |  |  |       |  |  |                        |  |  |               |  |
|                       |   | … | …        |  |  |       |  |  |                        |  |  |               |  |
|                       |   | … | …        |  |  |       |  |  |                        |  |  |               |  |
|                       |   | … | …        |  |  |       |  |  |                        |  |  |               |  |
| Williswinda           |   | … |          |  |  |       |  |  |                        |  |  |               |  |
|                       |   | … | …        |  |  |       |  |  |                        |  |  |               |  |
|                       |   | … | …        |  |  |       |  |  |                        |  |  |               |  |
|                       |   | … | …        |  |  |       |  |  |                        |  |  |               |  |
| Roberto II di Hesbaye |   | … |          |  |  |       |  |  |                        |  |  |               |  |
|                       | … | … |          |  |  |       |  |  |                        |  |  |               |  |
|                       | … | … |          |  |  |       |  |  |                        |  |  |               |  |
|                       | … | … |          |  |  |       |  |  |                        |  |  |               |  |
| …                     | … |   |          |  |  |       |  |  |                        |  |  |               |  |
|                       |   | … | …        |  |  |       |  |  |                        |  |  |               |  |
|                       |   | … | …        |  |  |       |  |  |                        |  |  |               |  |
|                       |   | … | …        |  |  |       |  |  |                        |  |  |               |  |
| …                     |   | … |          |  |  |       |  |  |                        |  |  |               |  |
|                       |   | … | …        |  |  |       |  |  |                        |  |  |               |  |
|                       |   | … | …        |  |  |       |  |  |                        |  |  |               |  |
|                       |   | … | …        |  |  |       |  |  |                        |  |  |               |  |
| …                     |   | … |          |  |  |       |  |  |                        |  |  |               |  |
|                       |   | … | …        |  |  |       |  |  |                        |  |  |               |  |
|                       |   | … | …        |  |  |       |  |  |                        |  |  |               |  |
|                       |   | … | …        |  |  |       |  |  |                        |  |  |               |  |
|                       |   | … |          |  |  |       |  |  |                        |  |  |               |  |